# 일본꿩
일본꿩(학명: Phasianus versicolor 파시아누스 베르시콜로르[*])은 일본 열도가 고유 서식지인 잡식성 조류로 고유종에 속한다. 일부 분류학자 사이에서는 꿩(Phasianus colchicus)의 아종으로 추정한다. 일본의 국조목록에 등재되어 있다.

## 분류 및 체계
일부 자료에 따르면 일본꿩은 꿩의 아종이라고 혹자는 근연인 별개의 종으로 보고 있다. 현재 세 개의 아종이 있다. 지정된 아종 중, P. v. versicolor의 경우 남방일본꿩 또는 키지라 불린다. P. v. tamensis은 태평양일본꿩, P. v. robustipes은 북방일본꿩으로 불린다. 일본꿩과 구리꿩 또는 꿩을 교배시킨 잡종의 일부 사례가 있다.

## 특징
남방일본꿩의 경우, 장끼는 가슴, 목, 목덜미, 옆구리에 암녹색의 장식깃이 있다. 또한 또렷한 귀뭉치에 있는 자감색의 갓이 있고, 육수는 붉은 색이고, 꼬리깃은 길며 옅은 회색 띠가 있다. 까투리는 장끼보다 크기가 작고, 꼬리는 짧고, 흑갈색의 장식깃이 있으며, 테두리색이 연갈색을 띄는 암갈색 깃털이 나 있다. 장끼는 녹색 배색의 가장 어두운 장식깃을 가지고 있다. 태평양일본꿩의 경우, 장끼는 남방일본꿩보다 더 밝은 장식깃을 가지고 있다. 깃털은 좀 더 자감빛을 띤다. 북방일본꿩의 장끼는 가장 밝은 장식깃을 가지고 있으며 볏과 목덜미는 다른 아종들보다 좀 더 청동색이다. 모든 세 아종의 까투리는 서로 비슷하게 생겼지만, 남방일본꿩의 까투리의 장식깃이 가장 어둡고 북방일본꿩의 까투리의 것이 가장 밝다.

## 습성

### 먹이
야생의 일본꿩은 지렁이, 곤충 등의 미소 동물, 곡식, 식물을 먹는다. 반려동물일 때에는 간혹 음식 알갱이, 씨앗, 식물 및 살아있는 먹이를 먹게 된다.

### 번식
일본꿩의 번식기는 3~4월에 시작해 6월 말에 끝난다. 생후 약 1년이 되면 번식이 가능하다. 알무리는 6~15개이다. 까투리는 23~25일 동안 알을 품는다.

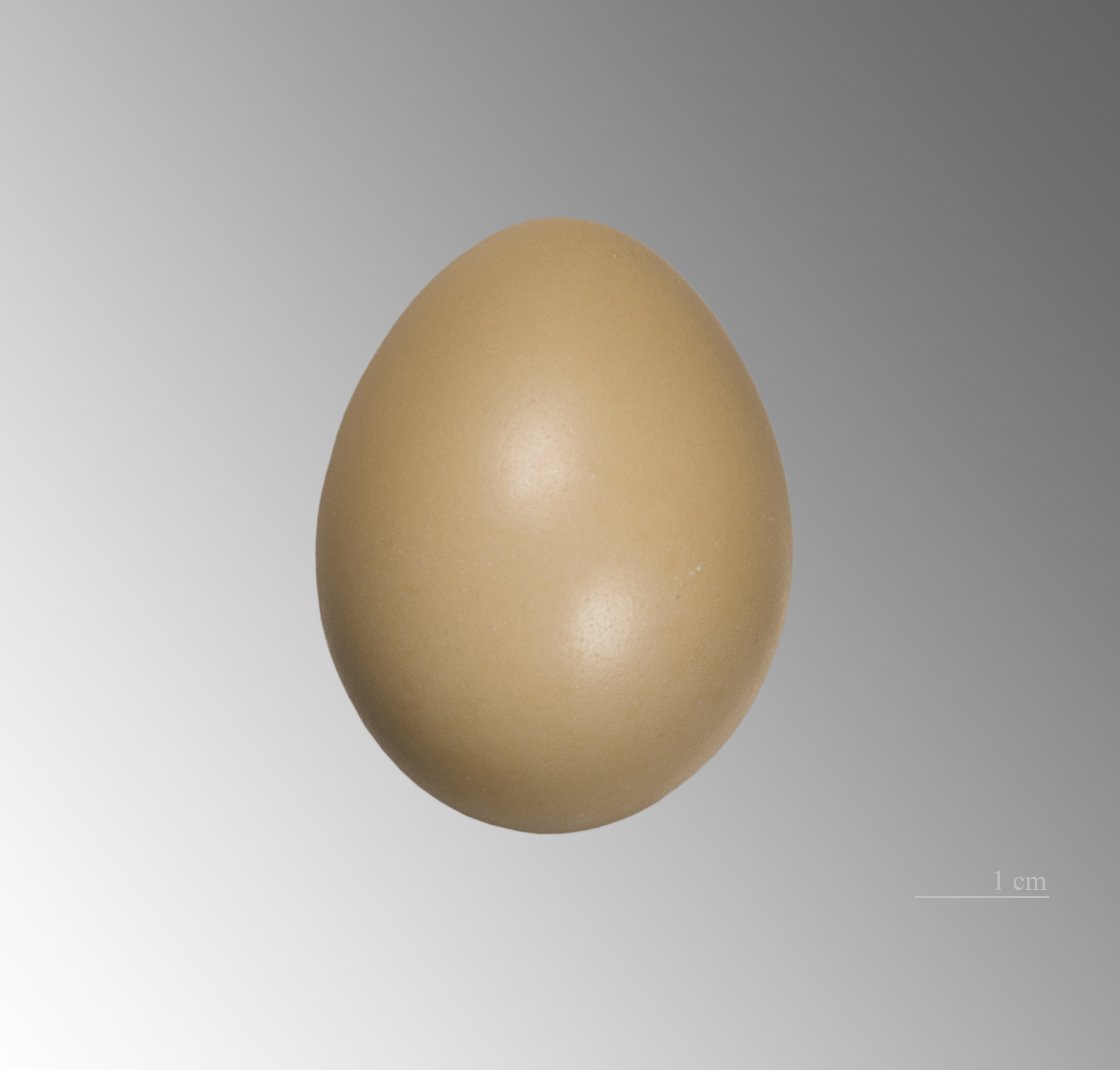
일본꿩의 알

## 문화
일본 사람들은 일본꿩이 지진과 '비명'을 무서워 한다고 여긴다. 까투리가 꺼병이를 데리고 거니는 모습이 화합의 상징으로 여겨지기 때문에  일본의 국조로 지정되어 있다. 일본의 10,000엔 지폐에 새겨져 있다.

## 서식지와 분포
혼슈, 시고쿠, 규슈 뿐만 아니라 몇몇 작은 섬에서도 발견되며, 하와이에도 유입되었으며, 엽조로 북아메리카에 유입되었기도 했다.(실패) 삼림과 숲 언저리, 덤불숲, 초지, 공원지에 서식한다.
원산지 전체에 널리 분포해 있으며 흔하다. 농지와 사람 거주지에 흔히 보인다. 하와이 유입 개체군은 안정되어 있다. 서유럽 개체군은 수 년 동안 꿩과 교배되어 오랫동안 그 유전 순수성을 잃었다.  북미의 일부 엽조농장에서 꿩과 교배되어 방생시켰다.
원산지에서 일본꿩은 기존 유입된 꿩의 개체군을 능가하는데, 두 종 간의 근연 관계이지만 서로 다른 생태적 요구성을 가지고 있으며, 꿩의 경우 일본꿩의 분포 범위의 생태에 덜 적응해 있다.

## 보존 상태
일본꿩의 개체 수는 감소하는 추세에 있으나 심하게 파편화되어 있지는 않다. 일본꿩은 지역 및 국가적 단위로 음식, 레저 사냥용, 표본 채집 및 반려동물 또는 전시 동물로서 사용되고 있다.  이러한 관행 중 어느 것도 국제적 단위에서 발견되지 않는다. 일본꿩은 일본에서 지정된 29개의 '사냥종' 중 하나이다. 합법 사냥이 허가된 유일한 종이기도 하다. 일본꿩을 잡는 데에는 사냥 면허가 필요하다.

## 사진

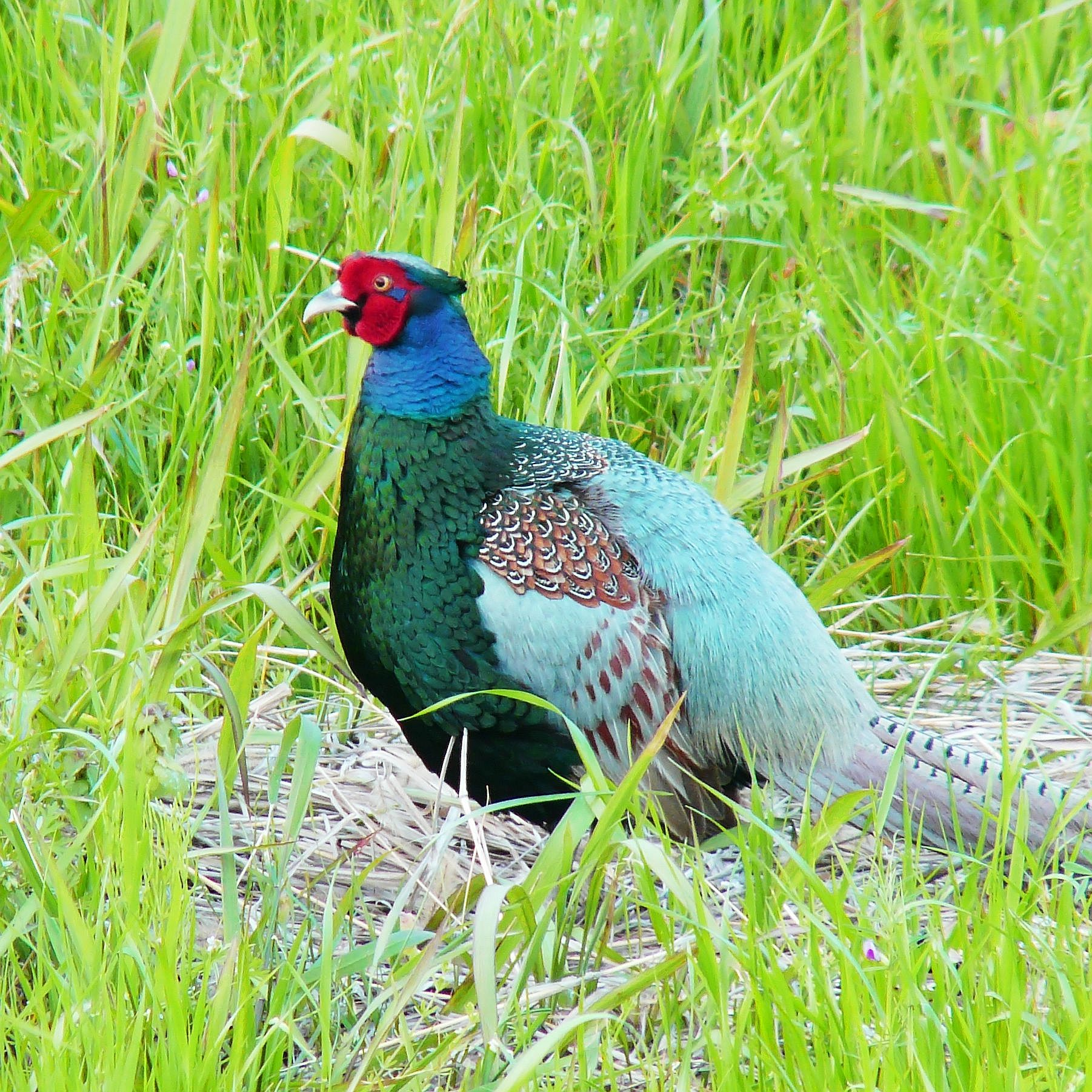
장끼 (일본)
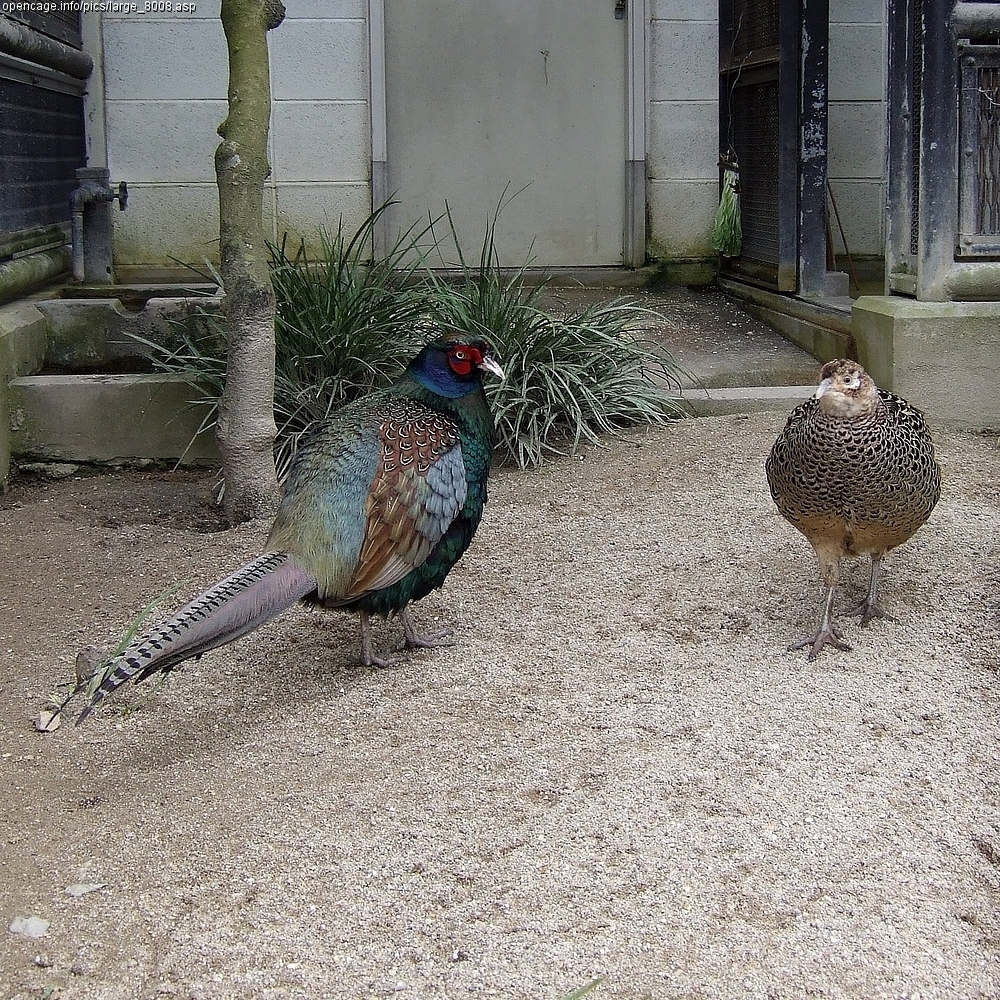
장끼 (왼쪽)와 까투리. 장끼의 색이 균일한 것(목에 흰색이 없음)과 까투리의 밑면이 얼룩진 것이 특징이다.